# Tellus

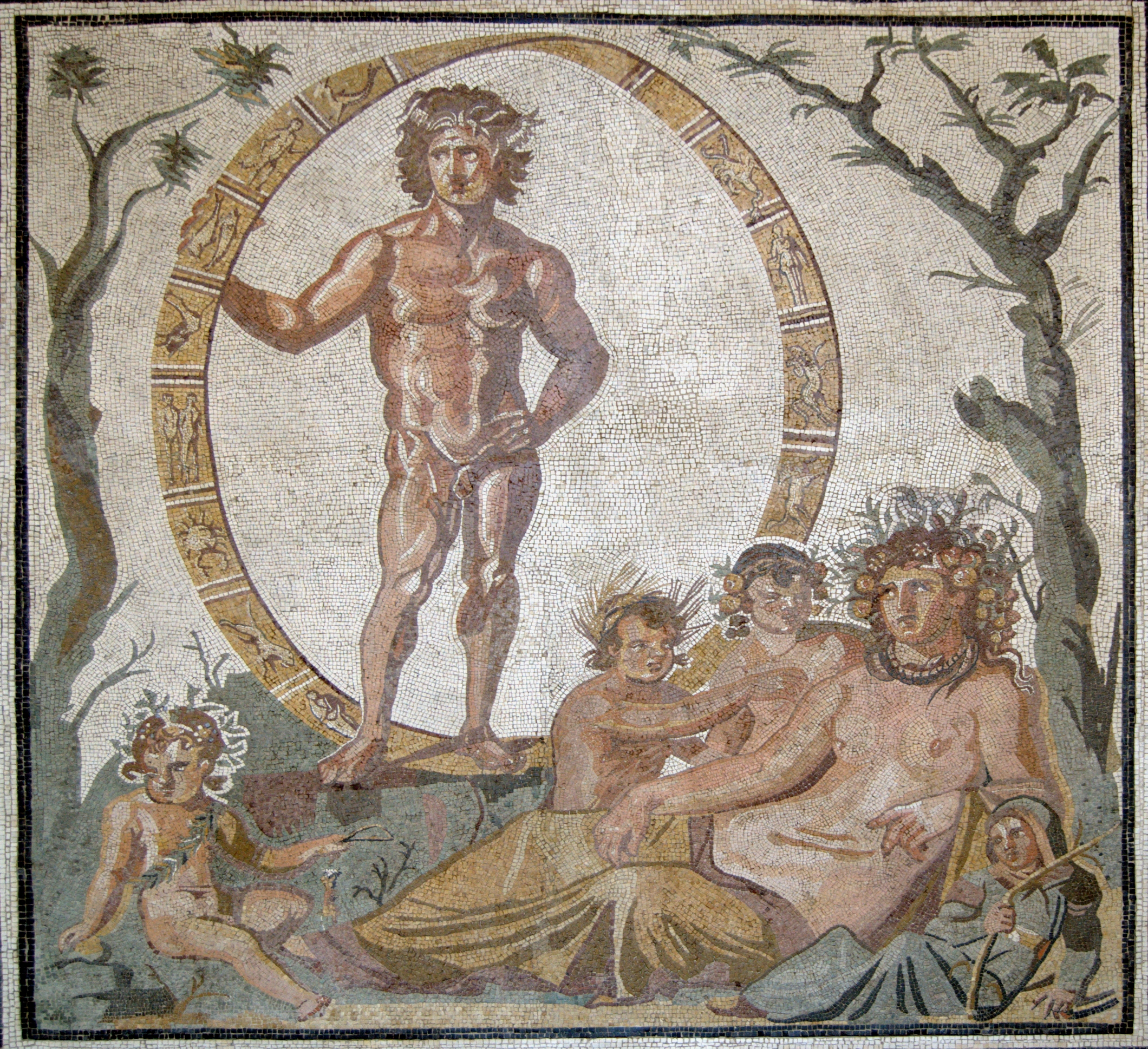
Aion con lo Zodiaco e Tellus con i geni delle quattro stagioni, simboli del ciclo del tempo, da un mosaico di una villa romana del III secolo.

Tellus è la dea romana della Terra e protettrice della fecondità, dei morti e contro i terremoti.
Il suo culto, probabilmente più antico della religione ufficiale romana, pare ricollegarsi a quello similare della Grande Madre. Veniva celebrato il 15 aprile con la festa delle Fordicidia; col tempo, tuttavia, fu associato a quello di Cerere sino a fondersi con esso.
Tellus, sempre con Cerere, è citata da Ovidio come una delle "madri delle messi" (frugum matres). Il termine Saturnia Tellus indicava in età romana la mitica età dell'oro, quando il dio Saturno, spodestato dal figlio Giove, governava nel Lazio.